# Rivière Dalquier
Pour les articles homonymes, voir Dalquier.
La rivière Dalquier est un affluent de la rivière Davy, coulant dans les municipalités de Saint-Félix-de-Dalquier et dans Saint-Dominique-du-Rosaire, dans la municipalité régionale de comté (MRC) de Abitibi, dans la région administrative du Abitibi-Témiscamingue, au Québec, au Canada.
La foresterie constitue la principale activité économique de ce bassin versant ; l'agriculture, en second.
Ce bassin versant est surtout desservi par la route 395 (sens est-ouest) et par la route 109 (sens nord-sud).
La surface de la rivière est habituellement gelée du début décembre à la mi-avril, toutefois la circulation sécuritaire sur la glace se fait généralement de la mi-décembre à la fin de
mars.

## Géographie
Les bassins versants voisins de la rivière Dalquier sont :
- côté nord : rivière Davy, rivière Harricana ;
- côté est : rivière Harricana ;
- côté sud : ruisseau Panache, rivière Harricana ;
- côté ouest : ruisseau Dubé, rivière Davy.

La rivière Dalquier tire sa source à l'embouchure du lac Bernard (longueur : 1,3 km ; altitude : 312 m), situé dans la municipalité de Saint-Dominique-du-Rosaire ; son embouchure est à la limite de Saint-Félix-de-Dalquier. Ce lac est situé au sud-est des Collines Béarn, près de la limite Ouest de la ville d'Amos.
L'embouchure du lac Bernard est située à :
- 4,6 km à l'ouest du lac Obalski ;
- 6,3 km au nord-est du centre du village de Saint-Félix-de-Dalquier ;
- 17,3 km au nord du pont ferroviaire du Canadien National enjambant la rivière Harricana ;
- 5,9 km au nord-ouest de l'embouchure de la rivière Dalquier (confluence avec la rivière Davy).

À partir de l'embouchure du lac Bernard, la rivière Dalquier coule sur environ 13 km selon les segments suivants :
- 2,9 km vers le sud dans Saint-Félix-de-Dalquier, jusqu'à un coude de rivière ;
- 3,9 km vers l'ouest, jusqu'à au ruisseau Lejeune (venant du sud-ouest) ;
- 2,3 km vers le nord en coupant le chemin des 9e et 10e rang Est, jusqu'à la limite de Saint-Dominique-du-Rosaire ;
- 3,6 km vers le nord-ouest en coupant le chemin Lavoie Est, jusqu'à la route 109 (sens nord-sud) ;
- 1,2 km vers l'ouest en recueillant le ruisseau Dubé (venant du sud), jusqu'à son embouchure[2]

La rivière Dalquier se déverse sur la rive ouest de la rivière Harricana à :
- 2,7 km au sud du centre du village de Saint-Dominique-du-Rosaire ;
- 19,5 km au nord du pont ferroviaire de Amos ;
- 12,5 km au sud-ouest de l'embouchure du lac Obalski lequel est traversé par la rivière Harricana.

## Toponymie
Le terme Dalquier constitue un patronyme de famille d'origine française en référence à Jean d'Alquier de Servian, lieutenant-colonel du 2e bataillon de Béarn en Nouvelle-France.
Le toponyme rivière Dalquier a été officialisé le 5 décembre 1968 à la Commission de toponymie du Québec, soit lors de sa fondation.